# Walzbachtal

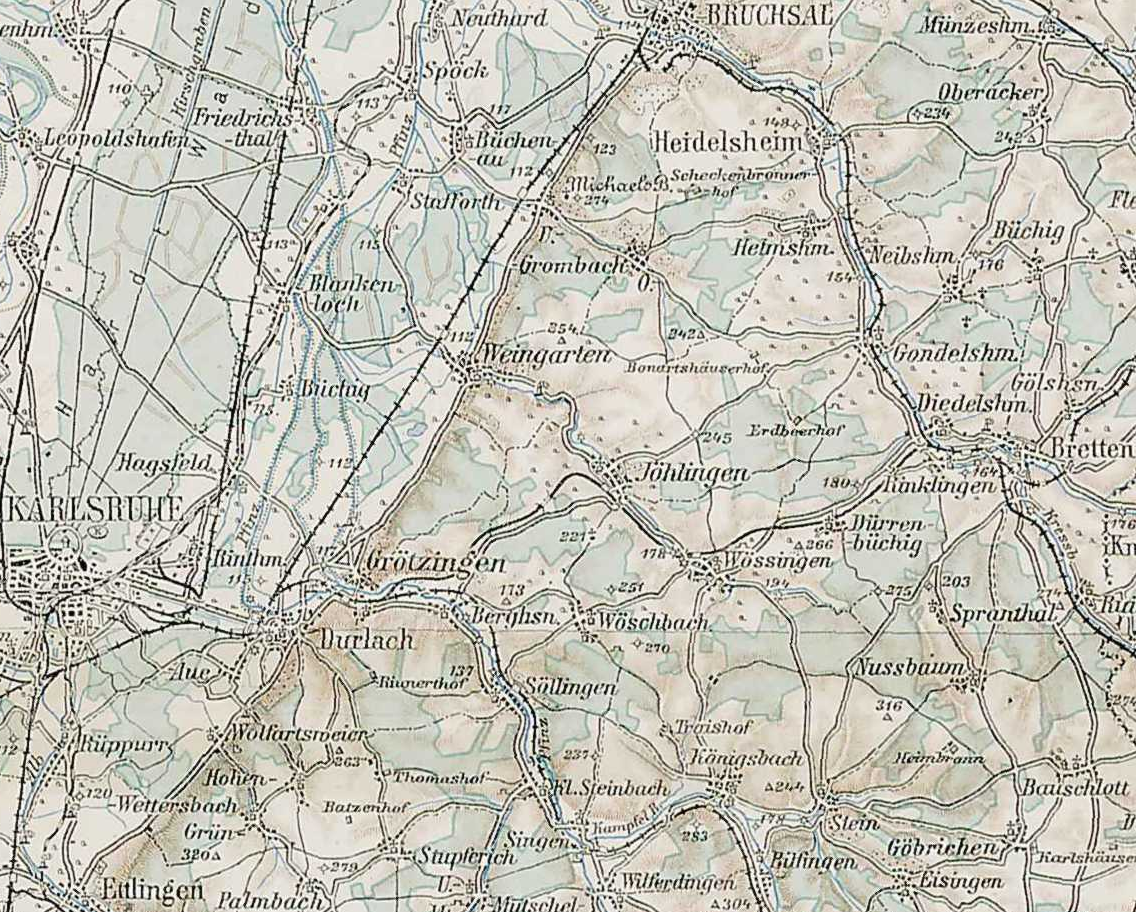
Jöhlingen, Wössingen und Umgebung 1907

Walzbachtal ist eine Gemeinde mit rund 9800 Einwohnern im Landkreis Karlsruhe im Nordwesten von Baden-Württemberg. Sie entstand am 1. Januar 1971 im Rahmen der Gebietsreform aus den davor selbständigen Gemeinden Jöhlingen und Wössingen.

## Geografie

### Lage und Naturraum
Die Gemeinde Walzbachtal liegt im Kraichgau. Namensgebend war der durch das Gemeindegebiet fließende Walzbach. Dieser transportiert – wie viele andere Flüsse und Bäche, die aus dem Kraichgau kommen – große Mengen an Sediment.
Das Gemeindegebiet erstreckt sich über 3673 Hektar. Davon sind 10,8 Prozent Siedlungs- und Verkehrsfläche, 58,5 Prozent werden landwirtschaftlich genutzt und 30 Prozent sind bewaldet.
Die nächsten größeren Städte sind Karlsruhe (Westen), Bretten (Osten), Bruchsal mit seinem Stadtteil Obergrombach (Norden) und Pforzheim (Süden).

### Gemeindegliederung
Die Gemeinde Walzbachtal besteht aus den beiden ehemaligen Gemeinden Jöhlingen (5860 Einwohner) mit dem Weiler Binsheim und Wössingen (3943 Einwohner). Im Gebiet der ehemaligen Gemeinde Jöhlingen liegen die Wüstungen Binsheim, Neselingen und Buwertheim. Im Gebiet der ehemaligen Gemeinde Wössingen liegt die Wüstung Saulingen.

### Nachbargemeinden
Nachbargemeinden sind Weingarten (Baden), Königsbach-Stein, Gondelsheim, Bretten, Pfinztal und Bruchsal.

## Geschichte
Beide Ortsteile bezeugen mit der Namensendung -ingen einen Siedlungsbeginn in der Merowingerzeit.

### Wössingen
Wössingen wurde erstmals in einer Urkunde aus dem Jahre 1024 als Wesingcheimero erwähnt, jedoch gibt es seit dem Fund des römischen Kellers in der nach ihm benannten Römerstraße im Jahre 1966 den Beweis einer Besiedelung um etwa 200/300 n. Chr. – ausgestellt ist dieser im Badischen Landesmuseum in Karlsruhe.
Die Schreibweise hat sich seit ihrer ersten urkundlichen Erwähnung im Laufe der Jahrhunderte des Öfteren geändert: 1150 Wesingung, 1161 Vesingen, 1287 Wesingin, 1310 Weselingen, 1314 Wesingen, 1509 Wessingen, 1512 Weszingen, 1678 Wossingen (auch Wasseringen), seit 1821 Wössingen. Im Jahre 1770 kaufte der Markgraf von Baden-Durlach dem Hochstift Speyer Wössingen ab.
1816 wurden Oberwössingen und Unterwössingen vereinigt, 1822 die beiden Pfarreien. In Wössingen befanden sich die Burg Oberwössingen und die Burg Unterwössingen, zwei Wasserschlösser.

### Jöhlingen
Jöhlingen (damals Johannington) kam um 650 an die Hochkirche zu Speyer. Grabungsbefunde aus der Kirche St. Martin in Jöhlingen lieferten auch den Beleg einer frühen Kirche des 7. Jahrhunderts. Durch Otto den Großen kam Johannington um 945 an Graf Konrad den Roten. Sein Urenkel König Konrad II. schenkte den Ort 1024 dem Hochstift Speyer. 1046 bestätigte Heinrich III. die Schenkung seines Vaters an Speyer. Das im Fachwerkstil errichtete Grünwedelhaus stammt aus dem 17. Jh. Im Jahre 1803 wurde auch Jöhlingen badisch. Im Ort findet sich auch ein jüdischer Friedhof.

### Walzbachtal
Am 1. Januar 1971 schlossen sich die Orte Jöhlingen und Wössingen im Zuge der baden-württembergischen Gebietsreform zur Gemeinde Walzbachtal zusammen. 1995 erhielt Walzbachtal den Landesumweltpreis.

### Religionen
Während Wössingen in der Reformation evangelisch wurde, blieb Jöhlingen durch die Zugehörigkeit zum Hochstift Speyer römisch-katholisch. Heute ist das religiöse Leben breit gefächert. Neben evangelischen Pfarrämtern in beiden Teilorten und einer in Jöhlingen ansässigen römisch-katholischen Gemeinde sind auch die Neuapostolische Kirche (seit 1924, 1964 Kapelle in der Friedensstraße), die pietistische Liebenzeller Gemeinschaft (1947 gestartet, Einweihung des Gemeinschaftshauses am Bachweg am 1. Mai 1958) und seit 1700 eine mennonitische Gemeinde im Ort vertreten.

### Einwohnerentwicklung
Die Einwohnerzahlen beziehen sich auf das heutige Gemeindegebiet.
| Jahr      | 1871 | 1900 | 1939 | 1950 | 1961 | 1970 | 1987 | 1991 | 1995 | 2001 | 2005 | 2010 | 2015 | 2020 |
| --------- | ---- | ---- | ---- | ---- | ---- | ---- | ---- | ---- | ---- | ---- | ---- | ---- | ---- | ---- |
| Einwohner | 3730 | 4165 | 4742 | 6172 | 6695 | 7068 | 7234 | 7770 | 8315 | 9049 | 9113 | 9141 | 9642 | 9811 |

## Politik

### Gemeinderat
Der Gemeinderat hat 18 ehrenamtliche Mitglieder, die für fünf Jahre gewählt werden. Hinzu kommt der Bürgermeister als stimmberechtigter Gemeinderatsvorsitzender. Die Kommunalwahl 2024 führte zu folgendem Ergebnis (Unterschiede zu 2019):
| Gemeinderat 2024               | Gemeinderat 2024 | Gemeinderat 2024 | Gemeinderat 2024 | Gemeinderat 2024 |
| Partei / Liste                 | Stimmenanteil    | Sitze            |                  |                  |
| ------------------------------ | ---------------- | ---------------- | ---------------- | ---------------- |
| CDU                            | 37,0 % (−1,2)    | 6 (−1)           |                  |                  |
| SPD                            | 22,5 % (−3,0)    | 4 (±0)           |                  |                  |
| Grüne                          | 21,6 % (−4,9)    | 4 (−1)           |                  |                  |
| AfD                            | 9,9 % (+9,9)     | 2 (±0)           |                  |                  |
| FDP                            | 9,0 % (−0,8)     | 2 (±0)           |                  |                  |
| Wahlbeteiligung: 68,2 % (+4,7) |                  |                  |                  |                  |

### Bürgermeister
Bürgermeister der Gemeinde Walzbachtal ist seit dem 9. September 2019 der Verwaltungsfachwirt Timur Özcan, der zuvor im Polizeipräsidium Mannheim tätig war. Zum ersten Wahlgang vom 7. Juli 2019 erreichte Özcan unter sieben Kandidaten 49,9 % der Stimmen. Am 21. Juli 2019 wurde er im zweiten Wahlgang mit 65,1 % der Stimmen bei einer Wahlbeteiligung von 56,0 % gegen noch drei Gegenkandidaten gewählt.
Folgende Personen waren bisher Bürgermeister:
- 1971–1987: Siegbert Heckmann (CDU)
- 1987–2003: Hans-Dieter Mahler (SPD)
- 2003–2019: Karl-Heinz Burgey (CDU)
- Seit 2019: Timur Özcan (SPD)

### Wappen
Die Blasonierung des Wappens von Walzbachtal lautet: In gespaltenem Schild vorne in Rot eine goldene Eichel zwischen zwei goldenen Eichenblättern, hinten in Blau ein halbes geschliffenes silbernes Kreuz am Spalt.

Es wurde 1972 genehmigt. Die Eichel entstammt dem alten Wappen von Jöhlingen 
, das silberne Kreuz war auf den Wappen beider Ortsteile abgebildet und erinnert an das Hochstift Speyer.

### Partnerschaften
Walzbachtal pflegt seit 1993 partnerschaftliche Beziehungen zu der ungarischen Gemeinde Bácsbokod.

## Kultur und Sehenswürdigkeiten

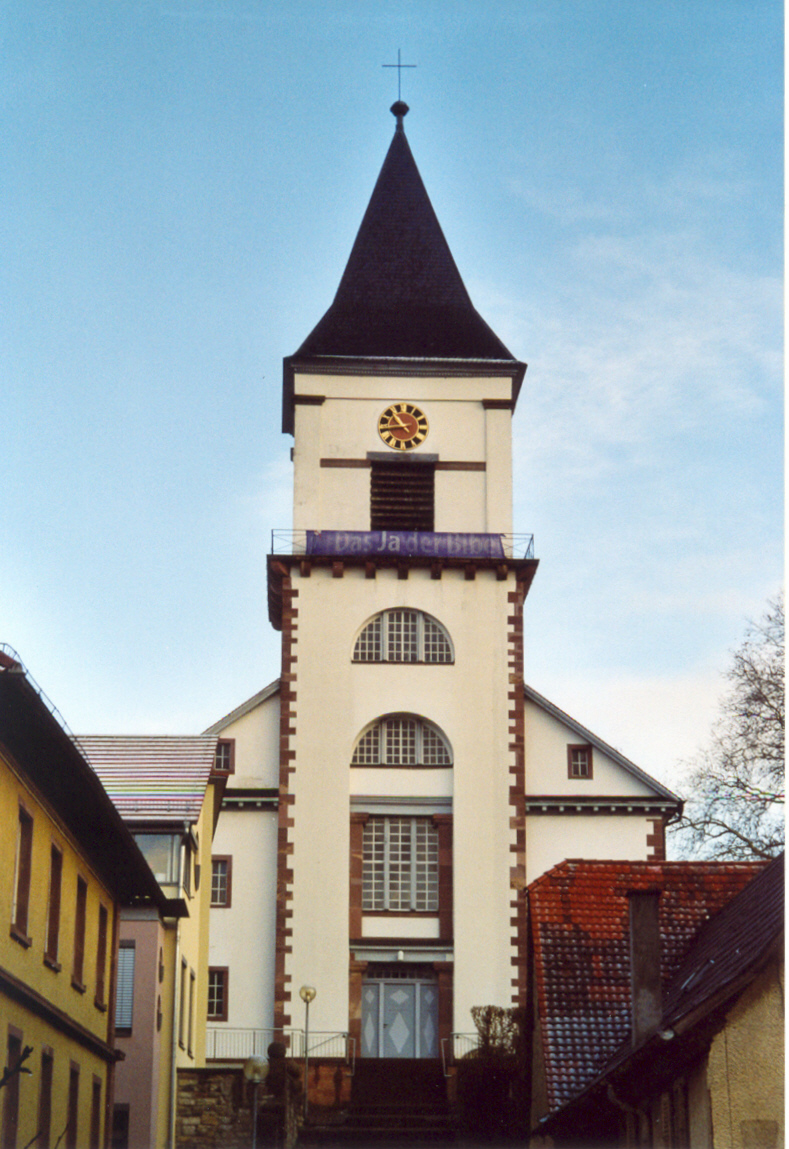
Wössingens Kirche im Weinbrenner-Stil

### Bauwerke
Im Ortsteil Wössingen findet sich die evangelische Kirche von Friedrich Weinbrenner. Reizvoll liegt sie am oberen Ende einer langen Freitreppe, deshalb auch dominant im Siedlungskörper. Typischerweise strebt der Kirchturm kraftvoll aus der Vorderseite des Langhauses in die Höhe. Die Wössinger Weinbrenner-Kirche ist so gebaut worden, wie es mehrere Weinbrenner-Kirchen hätten werden sollen. Läuft man nämlich vom Hauptportal der Kirche aus immer gerade die Treppen hinab, steht man irgendwann auf direktem Weg vor der Haustür des Pfarrhauses. Dies ist eine der Besonderheiten dieser Kirche. Als Fachwerkhaus ist unter anderem das Alte Rathaus erhalten.
Im Ortsteil Wössingen steht ein fränkisches Gehöft aus dem 18. Jahrhundert.
Im Ortsteil Jöhlingen steht der Speyerer Hof. Der Speyerer Hof ist die einzige vollständig erhaltene Fränkische Hofanlage (sogenannter Dreiseithof) Walzbachtals aus dem Jahre 1577. 1983 bis 1987 wurde er von der Gemeinde saniert und in originaler Art restauriert. Der Speyerer Hof beherbergt die Gemeindebücherei und ist Sitz der örtlichen Verwaltungsstelle.
Siehe auch: Liste der Stolpersteine in Walzbachtal

## Wirtschaft und Infrastruktur

### Industrie

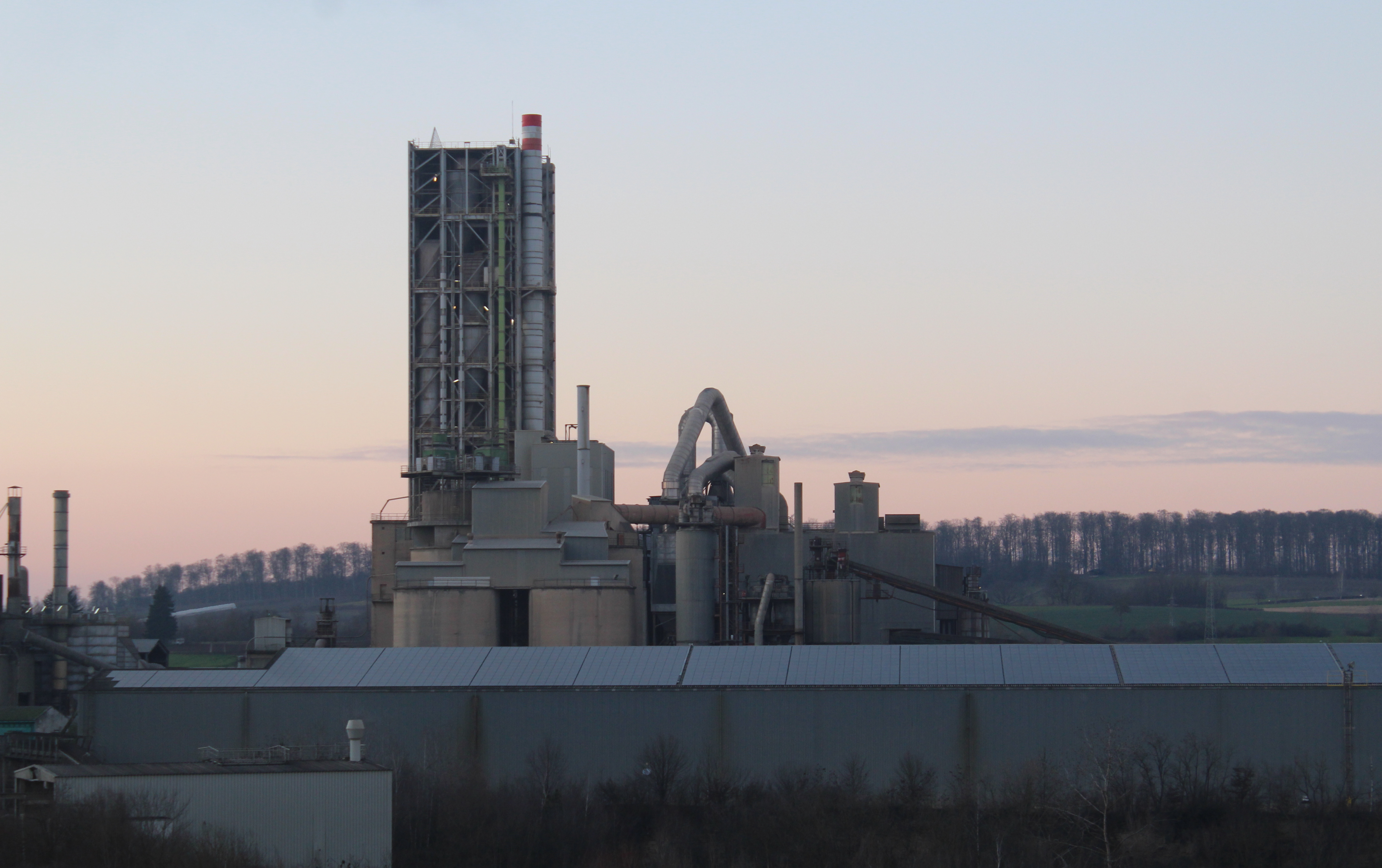
Zementwerk Wössingen mit dem 106 Meter hohen Vorwärmturm

In Wössingen existiert ein Zementwerk von Opterra. Der 106 Meter hohe Vorwärmturm des Werkes hat in 102 Meter Höhe eine Dachplattform, welche im Zuge von Werksführungen besucht werden kann.

### Energie

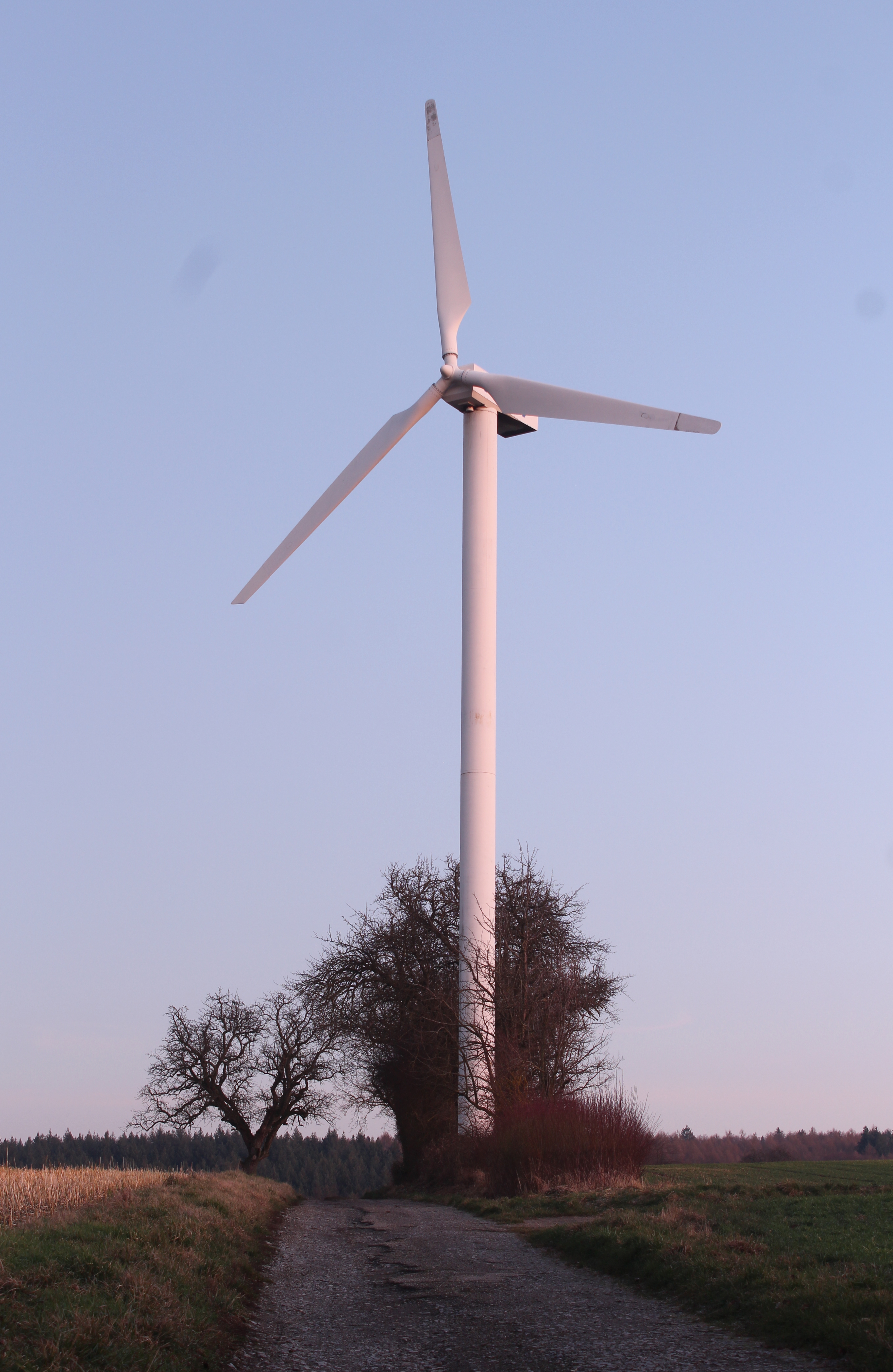
Seewind 20/110-Windkraftanlage bei Wössingen

Östlich von Wössingen befindet sich bei 49.004358 N 8.618305 O die älteste Windkraftanlage im Landkreis Karlsruhe, eine Seewind 20/110.

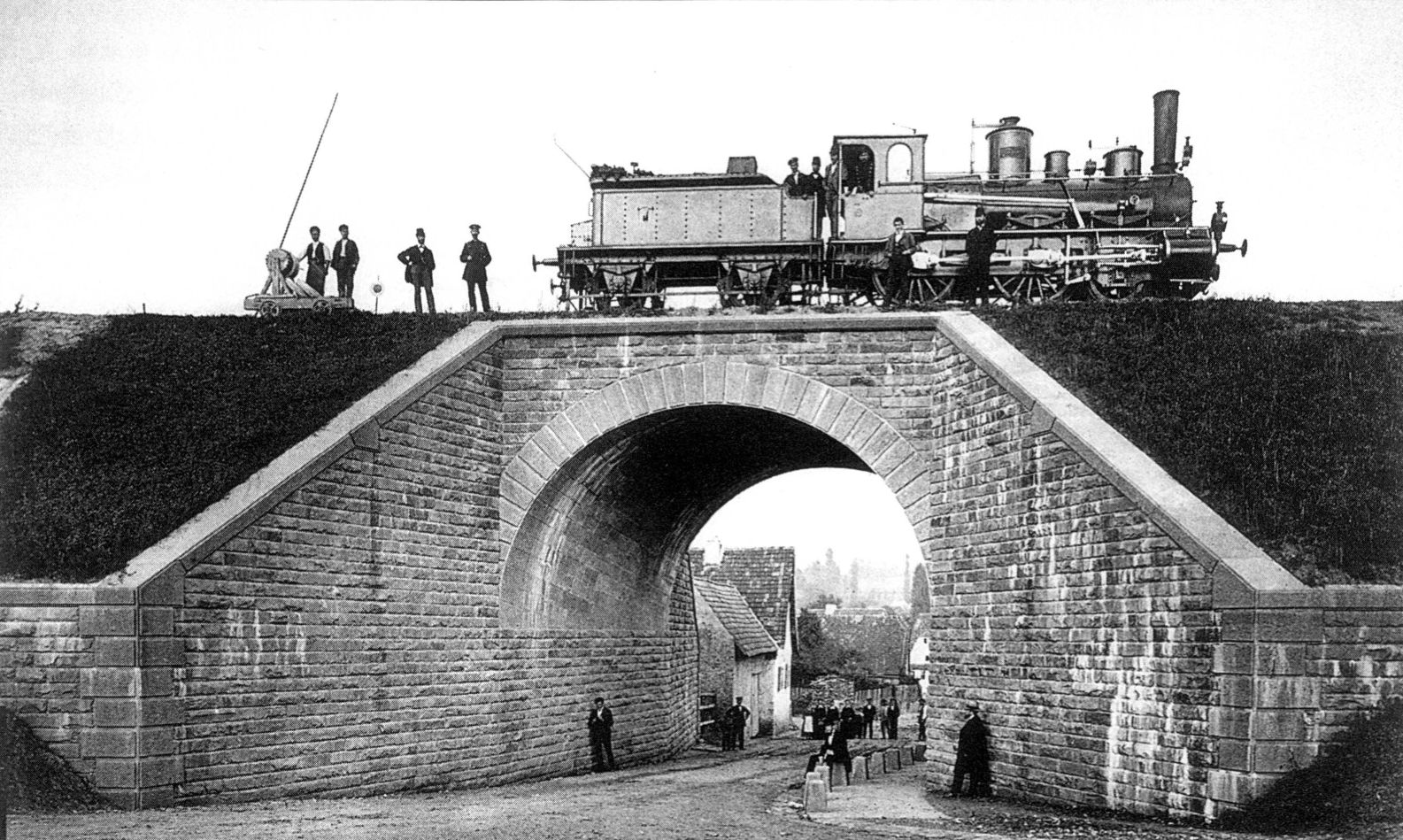
Überführung der Kraichgaubahn über die Landstraße in Jöhlingen nach der Fertigstellung 1879

### Verkehr
Walzbachtal liegt an der Kraichgaubahn (Karlsruhe–Heilbronn), auf der die Stadtbahnlinie S4 des Karlsruher Verkehrsverbundes (KVV) tagsüber im 20- bis 40-Minuten-Takt verkehrt.
Sowohl Jöhlingen als auch Wössingen liegen an der Bundesstraße 293 (Heilbronn–Pfinztal), wobei diese seit 1978 als Umgehungsstraße an Wössingen vorbei, jedoch durch Jöhlingen hindurch führt. Jöhlingen und Berghausen (Gemeinde Pfinztal) beendeten frühere Bestrebungen für den Bau einer gemeinsamen Ortsumgehung.
Durch eine Alltagsroute aus dem Radnetz Baden-Württemberg ist Wössingen über Pfinztal (Wöschbach und Berghausen) mit Karlsruhe und in der anderen Richtung mit Bretten verbunden.

### Öffentliche Einrichtungen
Verwaltungssitz der Gemeinde ist Wössingen, jedoch gibt es in Jöhlingen eine Verwaltungsstelle. Walzbachtal besitzt viele gemeindeeigene Veranstaltungsräume, so z. B. die Böhnlichhalle, die Heinrich-Wagner-Halle, den Wössinger Hof und den Speyerer Hof.

### Bildung
In Wössingen und Jöhlingen gibt es je eine Grundschule. Daneben gibt es inzwischen drei kommunale und je einen römisch-katholischen und evangelischen Kindergarten. In beiden Ortsteilen gibt es eine Bücherei und Außenstellen der Volkshochschule Walzbachtal.
Die Volkshochschule in Walzbachtal ist eine öffentliche Einrichtung der Weiterbildung. Sie steht als Außenstelle unter der Rechtsträgerschaft des gemeinnützigen Vereins Volkshochschule im Landkreis Karlsruhe. Nach ihrem satzungsgemäßen Auftrag widmet sie sich neben der Erwachsenenbildung auch den Aufgaben der Jugendbildung.

## Persönlichkeiten

### Söhne und Töchter der Stadt
- Johannes Schroth (1859–1923), Architekt
- Josef Kuld (1870–1938), Architekt
- Josef Dehm (1904–1977), Erfinder
- Bernd Bechtold (* 1947), Unternehmer, 2022 zum Ehrenbürger ernannt[19]
- Jörg Fahrer (* 1978), Professor für Lebensmittelchemie und Toxikologie